# Бомбардування

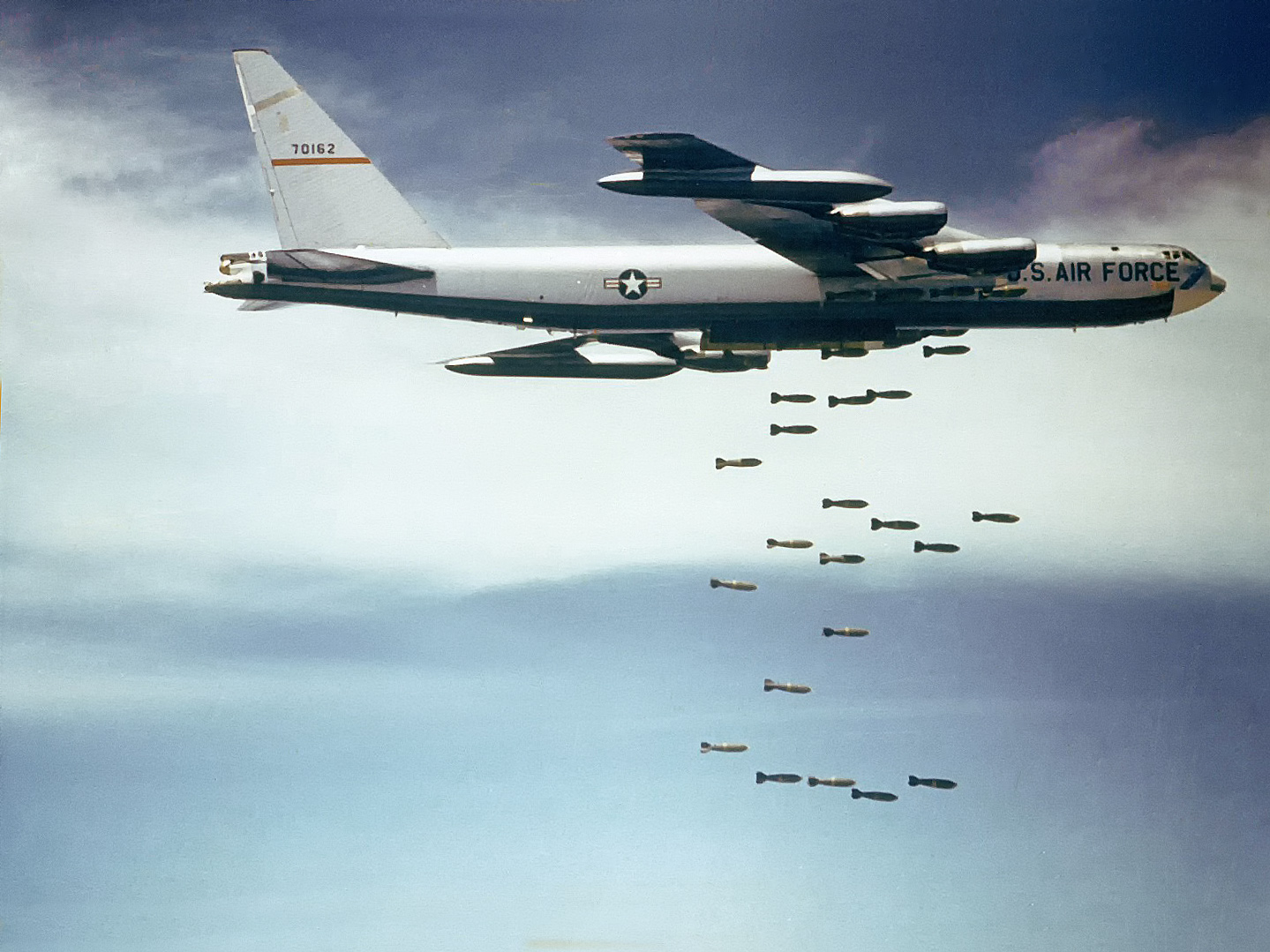
Стратегічний бомбардувальник В-52 під час бомбардування

Бомбовий удар по військовому заводу біля Парижа, 1943 рік

Бомбардува́ння — засіб ведення війни військово-повітряними силами або морським флотом на території противника, шляхом завдавання ракетно-бомбових ударів по військових об'єктах. Розрізняють також бомбардування з моря — обстріл військовими кораблями і літаками об'єктів супротивника на суші з використанням морських гармат, ракет і зброї, що доправляється повітрям. Термін «бомбардування» має французьке походження і стосується обстрілу великими гарматами під час бойових дій.

## Вступ
Бомбардування може досягти своєї мети лише тоді, коли кількість страждань заподіяних невійськовим людям, достатня для того щоби похитнути їхню рішучість, і коли командир дозволяє постраждалим впливати або примушувати себе. Загроза бомбардування інколи спонукає жертву здатися, але випадки, коли її виконання супроводжувалося успіхом, рідкісні; загалом, за наявності рішучого командира, бомбардування не досягають своєї мети.
Бомбардування особливо в нічний час, можуть також призводити не лише до руйнувань, але і до серцевих нападів. Наприклад, коли під час Війни у Перській затоці, Ірак вночі 1991 року атакував густонаселений район Ізраїлю однією удосконаленою радянською балістичною ракетою Р-17 (раніше президент Іраку Саддам Хусейн погрожував ударом по Ізраїлю у відповідь на військові дії під проводом США у Перській затоці), близько 70 людей отримали легкі та середні поранення, але троє літніх людей загинули від інфаркту.
Подальший, навмисно потужний вогонь по великій цілі, на відміну від почергових, постійних і дрібно-точкових артилерійських атак, спрямованих на військові укріплення, вимагає витрати великої кількості боєприпасів і зношує знаряддя атаки (зброю). Однак до бомбардувань часто вдаються, щоби перевірити настрій гарнізону та цивільного населення — визначним прикладом цього, є облога Страсбурга 1870 року.

## Історія
Загалом, найперше авіаційне бомбардування було засвідчено в Триполі 1911 року, коли Італійський літак скинув бомбу на османський загін у Лівії.
Перші-ж стратегічні бомбардування з'явилися під час Першої Світової війни у 1914—1918 роках. Навмисно для ураження великих за кількістю сил супротивника, було винайдено нове знаряддя — авіабомбу.
Для прикладу, бомбардування Сполученого Королівства розпочалося 19 січня 1915 року, коли німецькі цепеліни скинули бомби на район Грейт-Ярмута, вбивши шістьох людей. Німецькі бомбардувальні операції Першої світової війни були напрочуд дієвими, особливо після того, як бомбардувальники Gotha G.IV перевершили за можливостями цепеліни. Найбільш нищівні нальоти завдавали 121 втрату, на кожну тонну скинутих бомб; згодом ця цифра була використана як основа для прогнозів. Після війни, увагу було звернено на цивільну оборону на випадок нової війни і 1924 року, у Великій Британії було створено Комітет безпеки від повітряних нальотів для дослідження шляхів забезпечення захисту цивільного населення від такої загрози. Комітет підготував цифри, згідно яких у Лондоні буде 9 000 жертв за перші два дні можливої війни, а потім 17500 втрат на тиждень. Передбачалося, що буде «повний безлад і переполох» та істеричний невроз, оскільки жителі Лондона намагатимуться втекти з міста. Для контролю над населенням були запропоновані жорсткі заходи: взяти Лондон під майже військовий контроль і фізично огородити місто 120 000-ми військовослужбовців, щоби змусити людей повернутися до роботи. Інший урядовий департамент запропонував створити табори для біженців на кілька днів, перш ніж відправляти їх назад до Лондона. 
У міру розвитку Другої світової війни, військова ефективність авіаційного бомбардування Німеччиною, була дуже обмеженою. Завдяки змінюваним цілям Люфтваффе, потужності британської протиповітряної оборони, використанню радарів раннього попередження та рятівним діям місцевих підрозділів цивільної оборони, повітряний «Бліц» під час битви за Британію, не зміг зламати моральний дух британців, знищити Королівські військово-повітряні сили або істотно перешкодити британському промисловому виробництву. Попри значні вкладення в цивільну та військову оборону, втрати британських цивільних під час Бліцу були вищими, ніж під час більшості інших стратегічних бомбардувань протягом всієї війни. Наприклад, під час битви за Британію загинуло від 14 000 до 20 000 цивільних осіб, що відносно велика кількість, якщо врахувати, що Люфтваффе скинуло лише 30 000 тонн боєприпасів під час битви. Зрозуміло, це число 0,47-0,67 загиблих серед цивільного населення на тонну скинутих бомб, було нижчим ніж попередні прогнози про 121 втрату на тонну. Однак, для порівняння, стратегічні бомбардування Третього рейху союзниками під час війни, виявилися дещо менш смертельними, ніж те, що спостерігалося у Великій Британії: за оцінками, загинуло 400 000-600 000 німецьких цивільних через приблизно 1,35 мільйона тонн бомб, скинутих на Німеччину, таким чином, кількість загиблих серед цивільного населення становила 0,30-0,44 на тонну скинутих бомб.

## Захист від повітряних атак
Від ранку 24 лютого 2022 року, коли Російська Федерація розпочала широкомасштабне вторгнення в Україну по всій довжині спільного кордону (близько 2000 км), тимчасово окупованого Криму і з території Білорусі, терени України постійно піддаються бомбардуванню авіацією, ракетами та артилерією, що призводить до кількісних жертв серед мирних громадян. Захиститися від ворожих повітряних атак можна декількома способами.

### Знайти притулок
- Є кілька місць, де можна шукати притулок: під землею (бомбосховище), у підвалах чи метро. Бажано перебувати біля стін без вікон і шибок, але не притулятися до них.

- Уникати дотику з суцільною стіною, через те що можна зазнати пошкоджень від потужного струсу стіни або землі.

- Якщо ви знаходитесь на вулиці, прямуйте до найближчої споруди.

- У разі неможливості знайти підземне укриття, сховайтеся в найнижчій частині будівлі.

- Триматися подалі від вікон. Якщо це можливо, заліпити вікна захисною пластиковою плівкою та стрічкою.[11]

### Укриття на відкритому повітрі
- Якщо немає будівель, доступних у безпосередній близькості, треба знайти найнижчу ділянку землі, наприклад, рів і

залягти на дно. Коли уламки і шрапнель від бомби, що розірвалася, летять вгору, зона найбільшої
безпеки – це найнижчий рівень землі. Треба лягти обличчям у бік, протилежний до вибухів і обхопити голову руками.

### Інші захисні заходи
- Прикривати відкриті ділянки шкіри будь-яким негорючим предметом під час обстрілу, якщо це можливо. Коли

такі матеріали недоступні, навіть пальто, куртка чи газета можуть захистити шкіру від серйозного опіку.
- Заплющити очі – це запобігає потраплянню в них сміття.

- Тримати рот злегка відкритим, щоби захистити легені від пошкодження вибуховою хвилею.[11]

### Приготування
- Визначити найбезпечнішу кімнату у власному будинку, наприклад, якщо немає підвалу, часто ванні кімнати

найбільш міцні та мають мало вікон.
- Використовувати пластикову плівку та малярську стрічку (або будь-яку іншу липку стрічку) придатну для приклеювання на скло. Це може допомогти захистити їх від руйнування на небезпечні скалки через вибух.
- За наявності, розмістити вогнегасник біля вихідних дверей.

- Зробити спеціальний прихисток зі столу, матраців та книг.

- Лягати на підлогу обличчям у бік, протилежний до вибухів і закинувши руки за голову (на шию) та злегка відкрити рота.

- Забезпечити запас питної води (наприклад, наповнити ванну водою) і їжі та вимкнути електрику й газ.
- У разі наявності, можна надягти будівельну каску або мотоциклетний шолом.

### НЕ можна
- Дивитися на повітряний наліт.

- Виходити та знімати авіаналіт.

- Робити укриття біля вікон.

- Притулятися до стіни.

- Збиратися великими гуртами, особливо на вулиці.[11]
- Торкатися вибухонебезпечних та непевних предметів, намагатися розібрати їх чи перенести в інше місце.

Після близького вибуху не можна вставати різко, це треба робити обережно й за деякий час (зазвичай, бомбардування може тривати 10-20 хвилин): через стрес і шок, біль може з'явитися не відразу, а якщо є поранення, то кожен різкий рух — це зайва крововтрата. Слід повільно поворухнути руками, ногами. Якщо є кров, зрозуміти — звідки вона і наскільки серйозне поранення. Якщо крові багато, можна лежачи перев’язати рану і кликати на допомогу. Опанувати себе — впоратися із нервовим розладом допоможе глибоке ритмічне дихання. У разі контузії, можлива втрата свідомості (від кількох миттєвостей до тривалої: кілька хвилин, годин, днів і довше). Далі можуть виникати нудота, блювання, запаморочення, головний біль. Може зникати слух, нюх, смак, зір (цілком або частково).
Якщо поряд з Вами поранено людину, можна спробувати надати їй першу допомогу і викликати швидку, представників ДСНС України, органів правопорядку, за потреби –  військових. Не намагатися надавати допомогу пораненим, поки не завершився обстріл. У разі накладання кровоспинної пов'язки людині яка не є рідною, бажано користуватися гумовими рукавичками (оскільки у вас також, можуть бути рани на руках) для запобігання передавання можливих хвороб через кров. 
Коли знайдено вибухонебезпечні і невідомі предмети, треба негайно повідомити про їхнє розташування територіальним органам ДСНС та Національній поліції за номерами "101" чи "102".